# Starrcade 1983
Starrcade '83: A Flair for the Gold è stato il primo evento annuale della serie Starrcade. Fu prodotto dalla National Wrestling Alliance (NWA). L'evento si svolse il 24 novembre 1983 al Greensboro Coliseum a Greensboro, Carolina del Nord.
Il main event dello show fu uno steel cage match nel quale Ric Flair sconfisse Harley Race aggiudicandosi l'NWA World Heavyweight Championship. Il feud tra di loro era iniziato quando Race aveva vinto il titolo da Flair in giugno. Race allora offrì una ricompensa in denaro a chi fosse stato in grado di infortunare Flair per farlo uscire dal mondo del wrestling. In agosto, prima dell'evento, Bob Orton Jr. e Dick Slater aggredirono Flair, provocandogli apparentemente un infortunio che gli avrebbe fatto finire la carriera. Flair annunciò il suo ritiro, ma invece tornò sul ring poco tempo dopo. Come conseguenza della vittoria del match, Flair venne riconosciuto un campione rispettabile, e la loro rivalità terminò dopo l'evento. Lo show incluse anche l'incontro Ricky Steamboat & Jay Youngblood contro Jack & Jerry Brisco per l'NWA World Tag Team Championship e il Dog Collar match tra Roddy Piper e Greg Valentine.

## Produzione
Starrcade fu costruito attorno al feud tra Ric Flair e Harley Race per l'NWA World Heavyweight Championship. Nel 1981 Flair aveva vinto il titolo da Dusty Rhodes, il 17 settembre a Kansas City, dove Rhodes e Flair non erano i nomi più importanti. Flair ritenne che l'incontro fosse stato male orchestrato a causa della location, e perché Rhodes era scontento di cedere la cintura. Inizialmente, Flair non fu ben accetto come campione NWA da promotori e fan in alcuni territori. Il 10 giugno 1983, Race vinse il titolo sconfiggendo Flair, e cominciò il suo settimo regno iridato. La NWA voleva che Race conquistasse il titolo per stabilire Flair come campione a lungo termine dopo Starcade '83. Harley era riluttante, ma alla fine accettò.
La rivalità ebbe inizio, con Flair come protagonista "buono" e Race come antagonista "cattivo", che temendo di perdere il titolo, ricorreva a tattiche scorrette per restare campione. La storyline incluse Race che offriva una taglia di $25,000 a chi avesse infortunato Flair così seriamente da farlo ritirare dal wrestling per sempre. Il 31 agosto Bob Orton Jr. e Dick Slater aggredirono Flair infortunandolo al collo. Flair venne presentato come sofferente da un serio infortunio al collo, e i due incassarono la ricompensa da Race. Flair annunciò il suo ritiro dal wrestling professionistico, ma tornò a sorpresa il 21 settembre attaccando Orton e Slater con una mazza da baseball. I promoter pianificarono che il feud Race-Flair culminasse a Starrcade dopo un lungo inseguimento. Successivamente emerse che Vince McMahon offrì $250,000 a Race per lasciare la NWA per la WWF, in un tentativo di sabotaggio dell'evento; Race rifiutò gentilmente l'offerta.
Il match tra la coppia Jack & Jerry Brisco e Ricky Steamboat & Jay Youngblood derivava dalla loro faida di inizio anno. Secondo la storyline, originariamente i quattro erano amici prima che i Brisco diventassero "malvagi" tradendo Steamboat e Youngblood. I fratelli Brisco conquistarono l'NWA World Tag Team Championship sconfiggendo Steamboat & Youngblood il 18 giugno. L'incontro Bob Orton Jr. & Dick Slater vs Mark Youngblood & Wahoo McDaniel fu organizzato affinché Youngblood e McDaniel potessero vendicare l'attacco di Orton e Slater ai danni del loro amico Flair. Il Dog collar match tra Greg Valentine e Roddy Piper fu il culmine della loro faida, che derivò dal loro incontro del 30 aprile. Durante il quale Valentine usò la campana del gong per colpire l'orecchio sinistro di Piper. Piper perse l'NWA United States Heavyweight Championship e il 75% dell'udito nell'orecchio.
Charlie Brown affrontò The Great Kabuki in un Title vs. Mask match a Starrcade. In agosto, Jimmy Valiant era stato costretto a lasciare la JCP dopo aver perso un Loser Leaves Town match contro Kabuki. Valiant tornò indossando una maschera e facendosi chiamare "Charlie Brown" per nascondere la sua vera identità. Kabuki speculò sul fatto che Brown fosse Valiant, e gli fu data l'opportunità di smascherarlo. Nel match, Kabuki metteva in palio l'NWA Television Championship, e Brown la sua propria maschera. Se Brown si fosse rivelato essere Valiant, sarebbe stato sospeso per un anno dalla NWA. Il match tra Carlos Colón e Abdullah the Butcher fu una continuazione del loro lungo e sanguinoso feud nato nella World Wrestling Council di fine anni settanta. Gli altri due incontri disputati all'evento non furono il risultato di storyline.

## Risultati
| # | Incontri                                                                                                 | Stipulazioni                                                                                             | Durata |
| - | --- | --- | ------ |
| 1 | The Assassins (Assassin #1 e Assassin #2) (con Paul Jones) hanno sconfitto Rufus R. Jones e Bugsy McGraw | Tag team match                                                                                           | 08:11  |
| 2 | Kevin Sullivan e Mark Lewin (con Gary Hart) hanno sconfitto Scott McGhee e Johnny Weaver                 | Tag team match                                                                                           | 06:43  |
| 3 | Abdullah the Butcher ha sconfitto Carlos Colón                                                           | Single match                                                                                             | 04:30  |
| 4 | Bob Orton Jr. e Dick Slater hanno sconfitto Mark Youngblood e Wahoo McDaniel                             | Tag team match                                                                                           | 14:48  |
| 5 | Charlie Brown ha sconfitto The Great Kabuki (c) (con Gary Hart)                                          | Title vs. mask match per l'NWA Television Championship                                                   | 10:35  |
| 6 | Roddy Piper ha sconfitto Greg Valentine                                                                  | Dog collar match                                                                                         | 16:08  |
| 7 | Ricky Steamboat e Jay Youngblood hanno sconfitto The Brisco Brothers (Jack Brisco e Jerry Brisco) (c)    | Tag team match per l'NWA World Tag Team Championship con Angelo Mosca nel ruolo di arbitro speciale      | 13:24  |
| 8 | Ric Flair ha sconfitto Harley Race (c)                                                                   | Steel cage match per l'NWA World Heavyweight Championship con Gene Kiniski nel ruolo di arbitro speciale | 23:49  |